# Höfen (Tyrol)
Pour les articles homonymes, voir Höfen.
Höfen est une commune autrichienne du Tyrol.

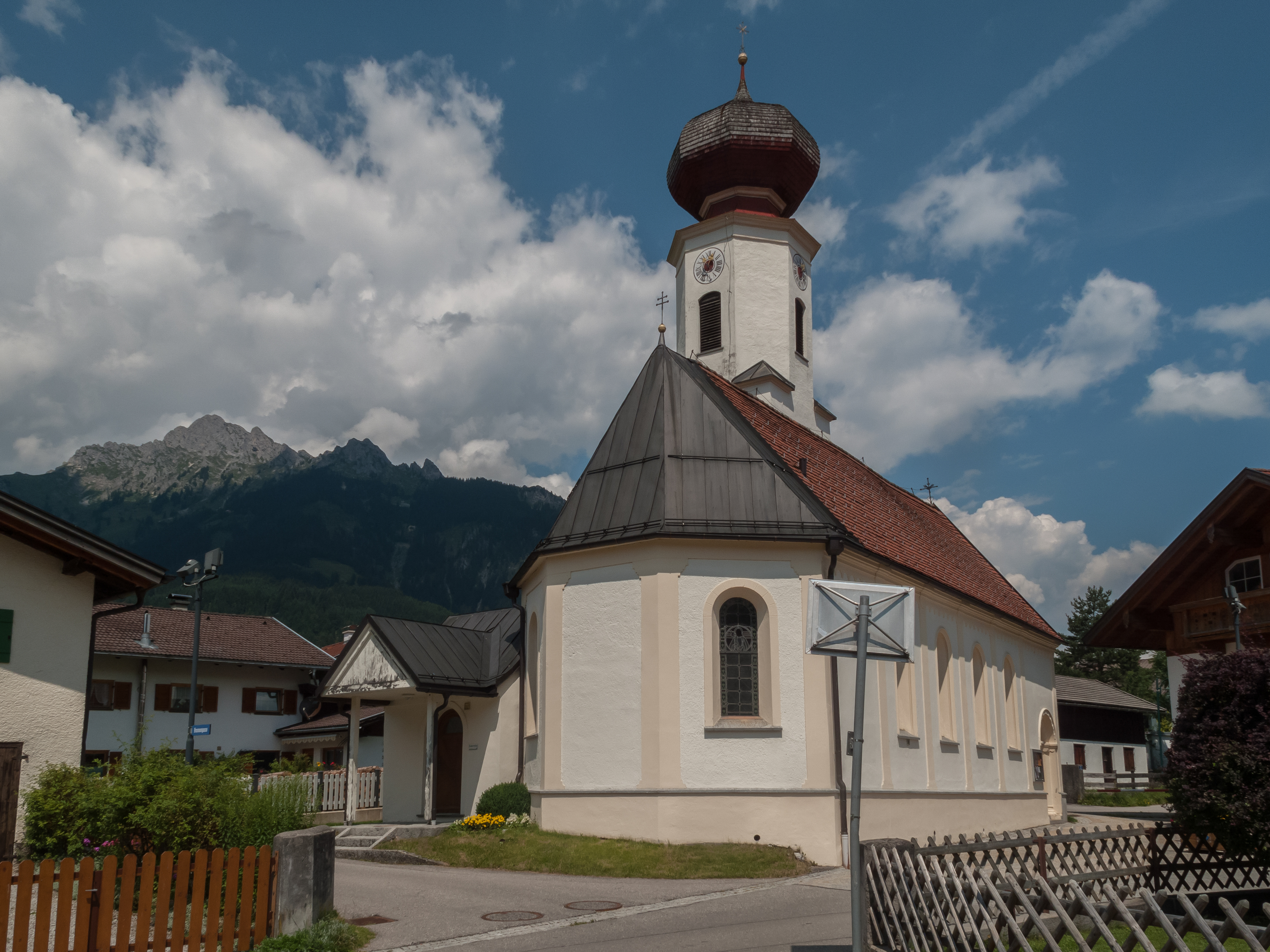
Höfen, église : katholische Filialkirche Maria Hilf.